# Kallixenos (Bildhauer)
Kallixenos (altgriechisch Καλλίξενος, lateinisch Callixenus) war ein antiker griechischer Erzgießer, der um die Mitte des 2. Jahrhunderts v. Chr. tätig war.
Von Kallixenos sind keine bekannten Werke überliefert. Seine Stellung als Teil der Kunstgeschichte verdankt er einer Erwähnung bei Plinius dem Älteren, der ihn gemeinsam mit Antaios, Kallistratos, Polykles aus Athen, Pythokles, Pythias und Timokles als bedeutenden Künstler der 156. Olympiade (156 bis 153 v. Chr.) ansetzte. Diese sollen in dieser Zeit nach einer Phase des Niederganges mit ihren Werken der Kunst zu neuen Wegen und neuer Blüte verholfen haben, insbesondere sollen sie dem Erzguss nach einer schwächeren Phase zu neuem Leben verholfen haben. Sie sollen nicht mehr das Niveau der früheren Hochphasen erreicht haben, aber dennoch achtbare Werke von künstlerischem Wert geschaffen haben. Worin genau der künstlerische Aufschwung der Werke liegt, erklärt Plinius nicht, ebenso wenig nennt er einzelne Werke. Aus dem Zusammenhang lässt sich aber schließen, dass es sich offenbar um eine möglicherweise in Rom ansässige Gruppe von Kunsthandwerkern handelte, von denen eine neue klassizistische Strömung der hellenistischen Kunst ihren Ausgang nahm. Plinius folgt bei dieser Bewertung einer anderen, hellenistischen Quelle. Diese Namen bilden den Schlusspunkt in Plinius’ chronologischer Aufzählung der bedeutenden Bildhauer und Erzgießer. Wie bei Plinius üblich gibt die Reihenfolge auch eine qualitative Wertung wieder, angefangen beim besten und abgeschlossen mit dem vermeintlich schwächsten dieser Erzgießer. Kallixenos stand bei Plinius in der Mitte der Sieben.
Möglicherweise ist Kallixenos mit dem Schriftsteller Kallixeinos von Rhodos identisch, der ein Buch über Maler und Bildhauer verfasste, das Vorlage für das Werk eines Zographon war, welches wiederum vom Autor Sopatros von Paphos für dessen Werk genutzt wurde.